# Mestosoma ethophor
Mestosoma ethophor är en mångfotingart som först beskrevs av Chamberlin 1955.  Mestosoma ethophor ingår i släktet Mestosoma och familjen orangeridubbelfotingar. Inga underarter finns listade i Catalogue of Life.